# Reno (Nevada)

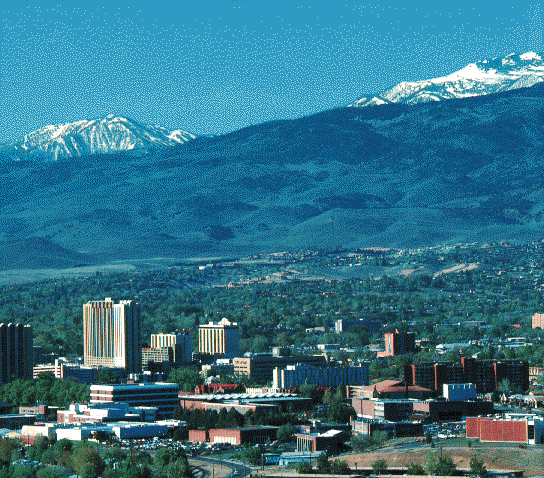
Reno na tle gór Sierra Nevada

Reno – miasto (city) w Stanach Zjednoczonych, w stanie Nevada, stolica hrabstwa Washoe nad rzeką Truckee (wypływa z jeziora Tahoe), u podnóża gór Sierra Nevada. Leży w odległości 42 km (26 mil) na północ od stolicy stanu Carson City i w odległości 35 km (22 mil) na północny wschód od jeziora Tahoe. Od wschodu graniczy ze Sparks. W roku 2004 liczyło około 200 tys. mieszkańców.
Reno nadało sobie nazwę „The Biggest Little City in The World” (Największego Małego Miasta Na Świecie) i słynie ze swoich kasyn.

## Historia
W latach 50. XIX w. kilku pionierów osiedliło się w dolinie rzeki Truckee (Truckee Meadows). Była to stosunkowo żyzna dolina, przez którą rzeka Truckee płynie z jeziora Tahoe do jeziora Pyramid. Oprócz rolnictwa zajęli się oni także handlem z podróżnikami podążającymi szlakiem kalifornijskim (California Trail) na zachód do Kalifornii.
W roku 1850, gdy odkryto złoto w okolicach Virginia City, powstała niewielka społeczność zajmująca się wydobyciem cennego kruszcu. Jednak dopiero odkrycie bogatych pokładów srebra w 1859 r. w tak zwanej „żyle Comstocka” (Comstock Lode), doprowadziło do jednej z największych górniczych „gorączek” w historii. Najbliższe połączenie pomiędzy kopalniami a światem zewnętrznym przebiegało przez Truckee Meadows.
Aby zapewnić odpowiednie połączenie pomiędzy Virginia City a szlakiem kalifornijskim, Charles Fuller w roku 1859 wybudował płatny most na Truckee. Niedługo po tym powstała niewielka społeczność zajmująca się obsługą podróżnych. Po dwóch latach Myron Lake kupił od Fullera most i wybudował w okolicy młyn wodny, piec przemysłowy oraz stajnie przy hotelu i jadłodajni. Mała społeczność przyjęła nazwę Lake's Crossing.
W 1868 r. spółka Central Pacific Railroad wybudowała wspólnie z Union Pacific pierwszą transkontynentalną linię kolejową. Myron Lake zdając sobie sprawę z tego, iż połączenie kolejowe oznacza szansę na rozwój interesów, przekazał tereny Central Pacific Railroad w zamian za obietnicę wybudowania stacji kolejowej w Lake's Crossing. Gdy stacja powstała, 13 maja 1868 r. oficjalnie powołano do życia miasto Reno. Nazwano je na cześć generała Unii, bohatera wojny secesyjnej Jessego Lee Reno.
Rozbudowa w 1872 r. linii kolejowej do Virginia City i Minden spowodowała kolejny boom w rozwoju ekonomicznym młodego miasta. Przez następne lata Reno rozwijało się gospodarczo i rolniczo, stało się także głównym węzłem linii transkontynentalnej pomiędzy Sacramento a Salt Lake City. Jednakże nadal główną siłą, zarówno gospodarczą, jak i polityczną pozostawało górnictwo. Było tak aż do początków XX w., gdy górniczy boom zaczął słabnąć. Wówczas siła ekonomiczna przesunęła się do nie związanych z górnictwem miast, takich jak Reno czy Las Vegas. Obecnie dawne górnicze metropolie są wymarłymi miastami-duchami (ghost town). Pomimo zmniejszenia wydobycia, ponad 11% złota na świecie produkuje się w Nevadzie.
W 1871 r. w Reno krawiec Jacob W. Davis zaczął wzmacniać swoje płócienne spodnie miedzianymi nitami. Później opatentował ten pomysł z Levi Straussem, swoim dostawcą płótna, co w przyszłości zaowocowało powstaniem spodni Levi's.
Zalegalizowanie hazardu w Nevadzie w roku 1931 oraz liberalne prawo dotyczące rozwodów wywołały kolejny boom. Ostatecznie inne stany także przyjęły przepisy ułatwiające rozwody, ale hazard nadal pozostał głównym przemysłem w Reno.
W 1986 r. odbyły się tu 4. Mistrzostwa Świata w Boksie.
W ostatnich latach Reno przeżywa okres dynamicznego wzrostu. Rozwój gospodarczy i niższe niż w Kalifornii koszty życia wywołały boom budowlany. Spowodowało to gwałtowny wzrost cen nieruchomości.

## Klimat
Reno jest usytuowane w wysoko położonej pustynnej dolinie, na wysokości około 1300 metrów (4400 stóp) nad poziomem morza.
W ciągu roku wyraźnie zaznaczają się cztery pory roku. Zimy są śnieżne, choć zwykle łagodne. Większość opadów przypada na zimę i wiosnę, podczas gdy lato i jesień są bardzo suche, podobnie jak w sąsiedniej Kalifornii.
Latem temperatury przekraczają 30 stopni Celsjusza, często dochodząc do 38 °C i wyższych.
Niska wilgotność powietrza i wysokie położenie sprawiają, że nawet gorące i chłodne dni są znośne.
Temperatury w lipcu wahają się od 11 °C do 33 °C, w styczniu osiągają od –6 °C do 7 °C.

## Przemysł rozrywkowy
Do lat 60. XX w. Reno było hazardową stolicą świata. Dopiero rozkwit Las Vegas, wykupienie przez American Airlines linii Reno Air oraz rozwój indiańskich kasyn w Kalifornii poważnie osłabił przemysł hazardowy (choć nie dotknęło to Las Vegas). Mniejsze kasyna, takie jak Comstock czy Sundowner zamknięto, w większych natomiast zmniejszył się ruch, co szczególnie wyraźne jest zimą. Jedynie w czasie weekendów, wakacji i wydarzeń specjalnych ruch jest większy.
Aby przyciągnąć turystów, w Reno organizowane są różne imprezy, cieszące się dużą popularnością:
- Cinco de Mayo – obchodzone 5 maja meksykańskie święto
- Reno Air Races – wyścigi samolotów
- Reno Rodeo – urządzane w czerwcu rodeo
- Street Vibrations – zjazd i wyścigi fanów motocykli
- Hot August Nights – sierpniowy zjazd i zawody miłośników klasycznych samochodów
- Great Reno Balloon Race – odbywające się we wrześniu zawody balonów
- zawody w kręglach
- imprezy artystyczne

## Życie nocne
Wiele barów i klubów nocnych w ostatnim czasie przeniosło się w okolice Virginia Street (głównej ulicy miasta, która jest często zamykana w centralnej części w trakcie festynów) i First Street.

## Rewitalizacja Centrum
Po zamknięciu wielu kasyn wyraźny jest trend, aby zamieniać je w apartamentowce. Deweloperzy spoza stanu wykupili między innymi Comstock i Sundowner, aby przerobić je na eleganckie apartamenty. Oprócz przebudowy starych kasyn budują także nowe budynki na pustych działkach.
Przeprowadzony został projekt przeniesienia torów kolejowych biegnących przez środek miasta do podziemnego tunelu – The Reno Trench Project (ReTRAC). Linia kolejowa, która niegdyś przyniosła miastu rozwój, z czasem stała się uciążliwa. Miasto rozrosło się tak silnie, że tory znalazły się w jego ścisłym centrum, a przejeżdżające pociągi wstrzymywały ruch samochodów i turystów.

## Demografia
Według spisu statystycznego z roku 2000, w Reno mieszkało 180 480 ludzi, było 73 904 gospodarstw domowych i 41 681 rodzin. Gęstość zaludnienia wynosiła 1008,3/km² (2611,4/milę²). Było 79 453 domów mieszkalnych – średnia gęstość wynosiła 443,9/km² (1 149,6/milę²). 77,46% mieszkańców stanowili biali, 2,58% Afroamerykanie, 1,26% Indianie, 5,29% Azjaci, 0,56% mieszkańcy wysp Pacyficznych, 9,26% innych ras, 3,60% mieszanych ras. Latynosi stanowili 19,18% populacji.
W 27,6% spośród 73 904 gospodarstw domowych były dzieci poniżej 18 roku życia. 40,5% gospodarstw zamieszkiwały małżeństwa, w 10,6% zamieszkiwały niezamężne kobiety, a 43,6% osoby o innym statusie. W 32,6% mieszkały osoby samotne, a w 9,2% ludzie powyżej 65 roku życia. Przeciętne gospodarstwo składało się z 2,38 osób, a przeciętna liczebność rodziny wynosiła 3,06 osoby.
23,2% populacji stanowiły osoby do 18 roku życia, 11,8% od 18 do 24 lat, 31,5% w wieku od 25 do 44 lat, 22,2% pomiędzy 45 a 64 rokiem życia, a 11,4% osoby powyżej 65 lat. Średni wiek wynosił 34 lata. Na 100 kobiet przypadało 104,6 mężczyzn. Na każde 100 kobiet powyżej 18 roku życia przypadało 104,0 mężczyzn.
Przeciętny dochód gospodarstwa domowego wynosił 40 530$, a rodziny 49 582$. Średni dochód mężczyzn wynosił 33 204$, a kobiet 26 763$. Dochód na głowę mieszkańca wynosił 22 520$. Około 8,3% rodzin i 12,6% populacji żyło poniżej granicy ubóstwa (w tym 16,3% osób poniżej 18 roku życia i 7,1% osób w wieku powyżej 65 lat).

## Miasta partnerskie
- Udon Thani, Tajlandia
- Chacor ha-Gelilit, Izrael
- Wanganui, Nowa Zelandia
- Taizhong, Tajwan

## Sławni mieszkańcy
- Mädchen Amick – aktorka
- Shannon Bahrke –  srebrna medalistka Zimowych Igrzysk Olimpijskich w 2002 roku, brązowa medalistka Zimowych Igrzysk Olimpijskich w 2010 roku, i zdobywczyni Pucharu Świata w narciarstwie dowolnym w 2003 roku
- Chino XL – raper
- Doug Clifford – perkusista Creedence Clearwater Revival.
- Alesha Deesing – siatkarka
- Joe Flanigan – aktor.
- Curtis Hanson – Producent, scenarzysta i reżyser takich filmów jak: 8. Mila, Tajemnice Los Angeles, Ręka nad kołyską i innych.
- Shannyn Sossamon – aktorka znana między innymi z takich filmów jak Obłędny rycerz, 40 dni i 40 nocy i Żyć szybko, umierać młodo.
- Sharon Stone – aktorka